# Ahead of Their Time
Ahead of Their Time uživo je album američkog glazbenika Franka Zappe i sastava The Mothers of Invention, koji izlazi u ožujku 1993.g. Album je sniman u Londonu na koncertu "Royal Festival Hall", 28. listopada 1968. Reizdanje albuma izlazi 1995. od izdavačke kuće "Rykodisc".
Nekoliko skladbi u originalnoj izvedbi mogu se naći na Zappinim albumima, Weasels Ripped My Flesh i Uncle Meat. Na koncertu je zajedno sa Zappom svirao i BBC-jev orkestar, BBC Symphony Orchestra.

## Popis pjesama
1. "Prologue" – 3:07
2. "Progress?" – 4:44
3. "Like It or Not" – 2:21
4. "The Jimmy Carl Black Philosophy Lesson " – 2:01
5. "Holding The Group Back" – 2:00
6. "Holiday in Berlin" – 0:56
7. "The Rejected Mexican Pope Leaves the Stage" – 2:55
8. "Undaunted, the Band Plays On" – 4:34
9. "Agency Man" – 3:17
10. "Epilogue" – 1:52
11. "King Kong" – 8:13
12. "Help, I'm a Rock" – 1:38
13. "Transylvania Boogie" – 3:07
14. "Pound for a Brown" – 6:50
15. "Sleeping in a Jar" – 2:24
16. "Let's Make the Water Turn Black" – 1:51
17. "Harry, You're a Beast" – 0:53
18. "The Orange County Lumber Truck (Part I)" – 0:46
19. "Oh No" – 3:22
20. "The Orange County Lumber Truck (Part II)" – 10:36

## Izvođači
- Frank Zappa
- Ian Underwood
- Bunk Gardner
- Roy Estrada
- Euclid James "Motorhead" Sherwood
- Don Preston
- Arthur Dyer Tripp III
- Jimmy Carl Black
- BBC Symphony Orchestra

## Vanjske poveznice
- Informacije na Lyricsu
- Detalji o izlasku albuma